# Ejército de Sajonia
El Real Ejército Sajón (en alemán: Königlich Sächsische Armee) fue la fuerza militar del Electorado (1682-1807) y más tarde del Reino de Sajonia (1807-1918). El ejército sajón regular se estableció por primera vez en 1682 y continuó existiendo hasta la abolición de las monarquías alemanas en 1918.

## Historia

### El ejército en tiempos del Electorado de Sajonia (1682-1807)
El fundador del ejército permanente en Sajonia fue el Elector Juan Jorge III. Convenció a los estados sajones en 1681 de que la práctica establecida en caso de guerra de contratar mercenarios y disolverlos en tiempos de paz, era tan costosa como la formación de un ejército permanente. En 1682 las unidades existentes hasta entonces, tropas territoriales, la guardia y otras unidades pequeñas se consolidaron en regimientos de línea. El ejército consistía en seis regimientos de infantería de ocho compañías y cinco regimientos de caballería. La artillería de campo consistió en 24 cañones.

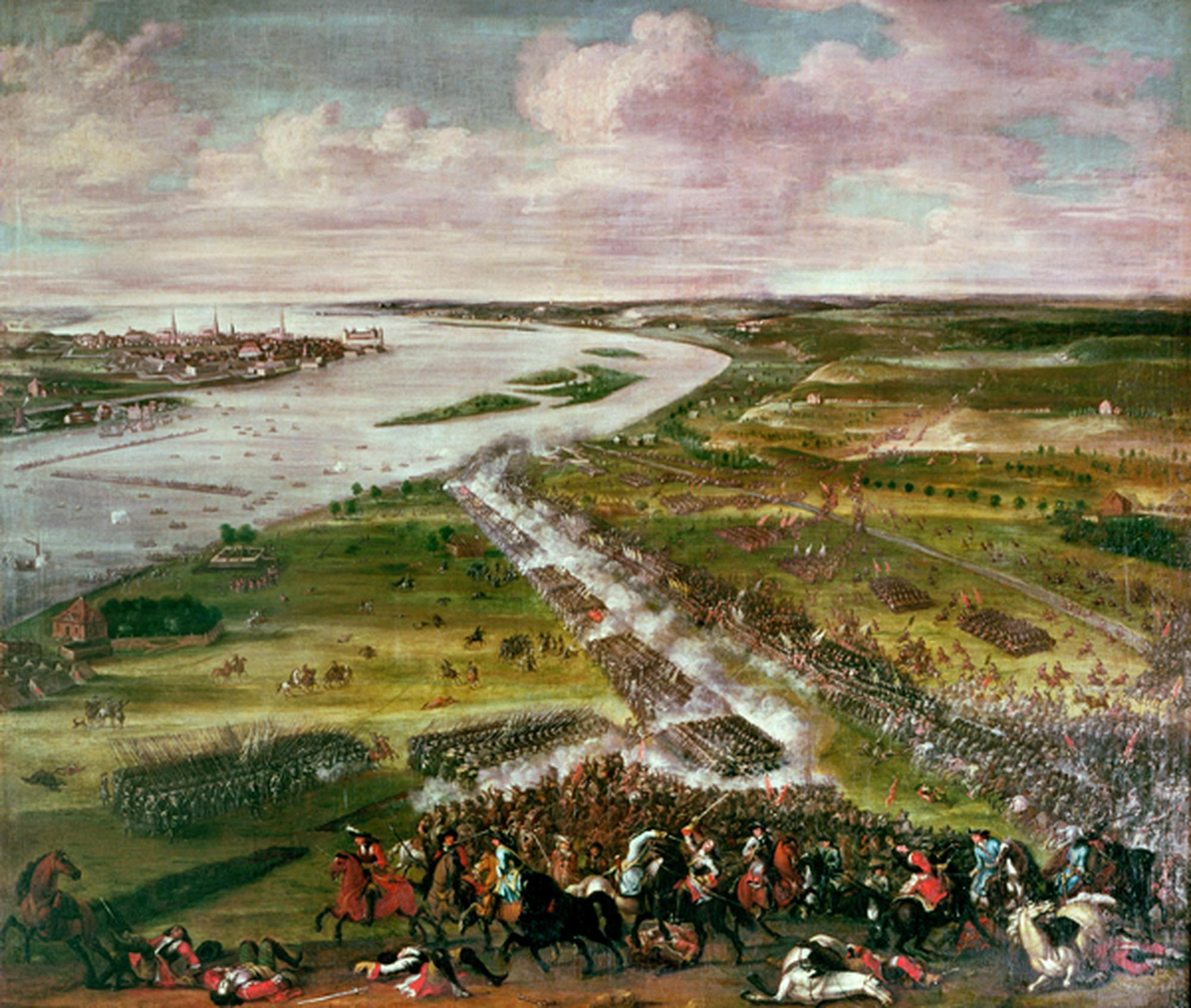
Batalla del Daugava 1701.

La Guerra Del Norte probó que el poder de combate del ejército sajón era muy bajo, por lo que después de la guerra se promulgó una reforma militar que apuntaba a aumentar su eficiencia militar. Como parte de esta reforma, el ejército sajón fue aumentado a una fuerza de 30.000 hombres, que consistía casi exclusivamente en sajones. Por lo tanto, difería de los ejércitos de otros estados europeos, que complementaron su personal frecuentemente con extranjeros.
Después de la reforma, el ejército consistió en infantería de la guardia, infantería de línea y regimientos de caballería (Chevau-légers, Dragones y Coraceros). La artillería como una tercera rama independiente de servicio, se compone de artillería de campo. También pertenecían a la artillería, compañías establecidas de minadores y pontoneros. El ejército se dividió en cuatro casas generales y se clasificó de acuerdo al estado de Sajonia en cuatro divisiones militares. Por primera vez para el alojamiento de las tropas se construyeron cuarteles.

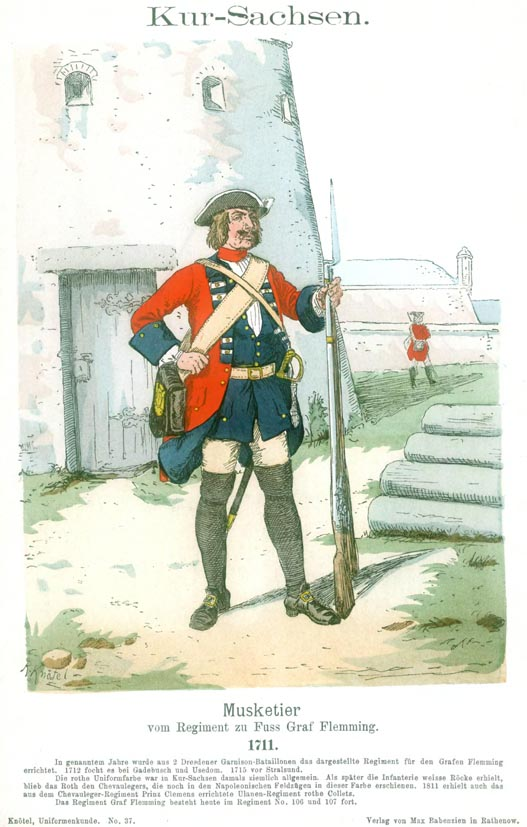
Mosquetero 1711.

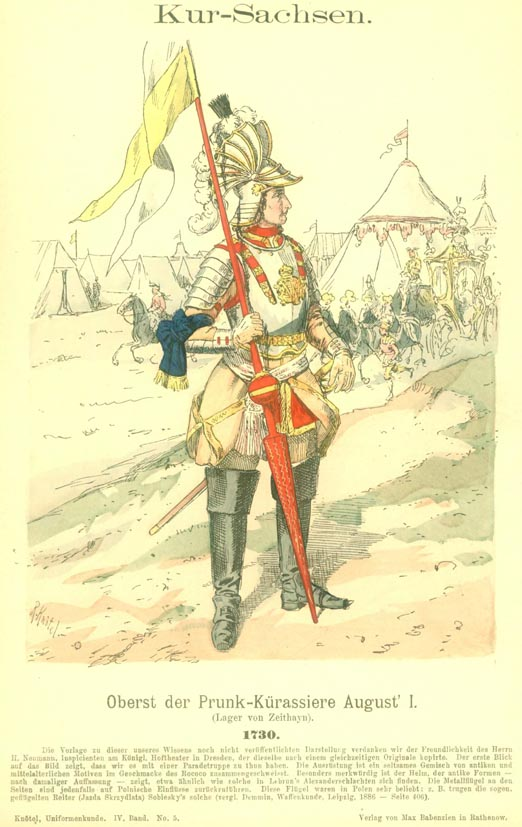
Coracero 1730.

Durante la segunda guerra de Silesia, Sajonia se alió con Austria. El ejército sajón sufrió mucho al mando de Friedrich August Graf Rutowski en la batalla de Kesselsdorf contra Prusia. La creciente crisis llevó al estado a la quiebra y forzó al primer ministro sajón Graf Brühl en 1749 a reducir el ejército a 17.000 hombres.
Durante la guerra de los Siete Años, Sajonia fue invadida nuevamente por Prusia y el ejército sajón fue derrotado por el ejército prusiano en el Asedio de Pirna donde tuvieron que capitular el 16 de octubre de 1756. Solo cuatro regimientos de caballería y dos formaciones de Lanceros, que se encontraban en Polonia, escaparon de la rendición. Federico II de Prusia obligó a los regimientos sajones a jurar lealtad a Prusia, lo que al menos la mayoría de los oficiales rechazaron. Diez regimientos de infantería y un batallón de Chevau-léger recibieron uniformes prusianos y se los colocó en un ejército hostil. Sin embargo, esto no fue exitoso porque la mayoría de las tropas desertaron. A partir de 1757, la mayoría de los "regimientos de botín" se disolvieron, y solo tres de ellos permanecieron al final de la guerra. El mismo año se formó en Hungría un cuerpo sajón bajo el príncipe Francisco Javier de Sajonia. Después de la guerra, el príncipe Francisco Javier como regente del elector Federico Augusto III intentó reformar el ejército según el modelo prusiano, pero fracasó debido a la resistencia de los estados por los altos costos que conllevaba.
Sajonia luchó en la Guerra de la Cuarta Coalición en 1806 inicialmente en el bando de Prusia. En las batallas de Saalfeld y Jena–Auerstedt, los ejércitos sajón y prusiano fueron fuertemente derrotados. Después de estas derrotas, los franceses ocuparon Sajonia.

### El ejército en tiempos del Reino de Sajonia (1807-1918)

#### Guerras napoleónicas

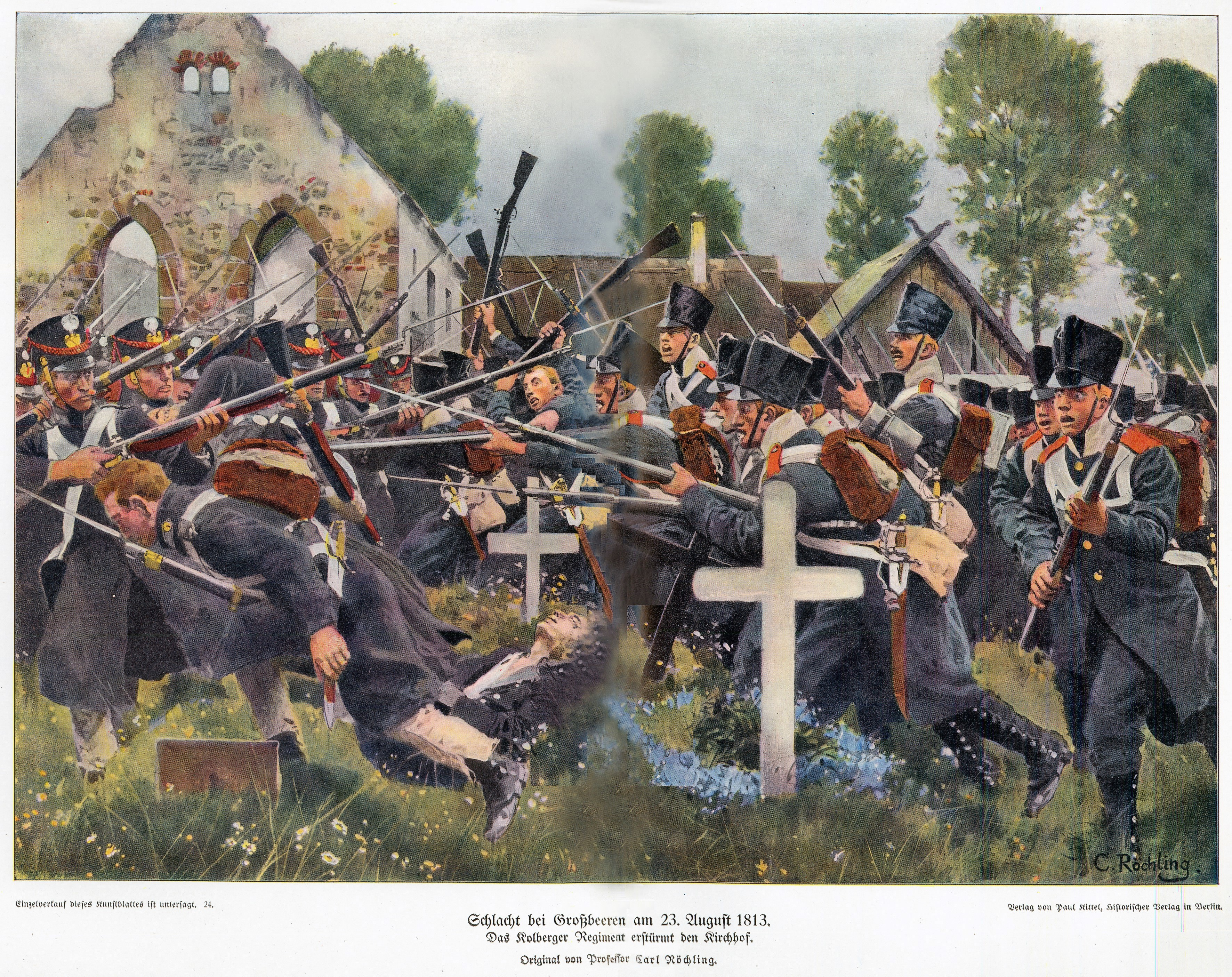
Batalla de Grossbeeren 1813

Sajonia se convirtió en un estado miembro de la Confederación del Rin y el 20 de diciembre de 1806 el electorado fue elevado a la categoría de reino gracias a Napoleón.
Las tropas sajonas participaron en Guerra de la Quinta Coalición en 1809 contra el Imperio de Austria, lo que dejó en claro que el ejército necesitaba ser reformado para construir un ejército moderno y organizado al estilo francés. La reforma de 1810 se basó en un libro de instrucción de 1804, que aumentó la marcha rápida a 90 pasos de los anteriores 75 y las regulaciones de infantería francesas de 1808 y dirigido por el general Lecoq, y los generales mayores Karl Wilhelm Ferdinand von Funck, Friedrich Wilhelm von Gersdorff y Johann von Thielmann y el Coronel Friedrich von Langenau.
Algunos cambios adicionales en las reformas militares sajonas:
1. Renovación del cuerpo de oficiales
2. Reducción del personal quirúrgico al mismo tiempo de mejorar la Medicina Militar
3. Discontinuación de rifles para oficiales - cambio, por el servicio con espada.
4. Creación del estado mayor de batallón en 1809
5. Mejora de la administración militar de justicia con una prohibición de castigo corporal como medida disciplinaria
6. Cambio del uniforme al modelo francés y la introducción de rifles nuevos, bayonetas y armas de lado
7. Entrenamiento en nuevos métodos de combate: columnas con hostigadores en vez de la vieja forma rígida de Táctica Lineal
8. Lanzamiento de un primer reglamento de instrucción para la artillería
9. En vez del reclutamiento publicitario usado en Alemania , se estableció un circuito nacional de reclutamiento con comisiones. Los soldados fueron alistados por un período fijo de servicio de ocho a diez años.

La nueva administración del ejército trajo condiciones totalmente diferentes, especialmente en relación con la comida, la vestimenta y el equipo de las tropas. El comando del ejército renovado era nominalmente del Rey. En 1810, el general de división Heinrich von Cerrini fue ministro de Guerra y el jefe general del Estado Mayor fue el general von Gersdorff. Como resultado de la reforma militar, el Ejército Real de Sajonia se formó a lo largo de la siguiente estructura:
- La primera División de Caballería con tres brigadas, un regimiento de Húsares y el de Garde du Corps.
- La primera división de Infantería con dos brigadas y un regimiento de Guardias de Granaderos.
- La segunda división de Infantería con dos brigadas y una brigada de infantería ligera.

A estos fueron añadidos:
- Unidades de artillería (artillería a caballo y a pie)
- Cuerpo especial, el cual estuvo subordinado al jefe de personal. Estos eran:
  - un cuerpo de ingenieros de zapadores y pontoneros (más tarde las unidades de ingenieros)
  - compañías de guarnición tales como los semi-inválidos de compañías no aptas para el servicio de campo, cuerpo de cadetes y la guardia real suiza.

Después de las reformas de 1810 el ejército consistió en 31 batallones de infantería y brigadas de artillería (24.937 hombres), 36 escuadrones de caballería (6.577 hombres) y un cuerpo de ingenieros (266 hombres); en total 31.780 hombres.
El 15 de febrero de 1812, el ejército se movilizó para la próxima invasión francesa de Rusia. El contingente sajón se formó como la 21° y 22° Divisiones del VII Cuerpo de Ejército de la Grande Armée bajo las órdenes del General francés de División Jean Reynier.  Los sajones desplegaron 18  batallones de infantería, 28 escuadrones de Caballería, 56 cañones (de seis y cuatro libras),  junto con 200 hombres y 7.000 caballos.
Después del fracaso de la invasión, la campaña de 1813 se centró principalmente en el territorio sajón. Cuando los ejércitos ruso-prusianos invadieron Sajonia, el rey Federico Augusto huyó a Bohemia. El ejército sajón regreso a la fortaleza de Torgau. Después de la derrota de los Aliados en Lützen y Bautzen y debido a la actitud vacilante de Austria, Federico Augusto no tuvo más remedio que apoyar a Napoleón. Así, el ejército sajón luchó durante la campaña de otoño de 1813 del lado francés. En la Batalla de Leipzig en el tercer día de la batalla una parte importante del contingente sajón desertó a los aliados y Federico Agusto fue hecho prisionero. El ejército sajón fue reorganizado en 1814 por Johann von Thielmann y participó en la ocupación de los Países Bajos. El Congreso de Viena decidió a favor de dividir a Sajonia al darle a Prusia una gran parte de su población y partes de su ejército. Las protestas de las tropas sajonas entregadas e integradas en el ejército prusiano fueron violentamente reprimidas por los prusianos. El reducido Cuerpo de Sajones participó en la campaña de 1815 bajo el mando de la Séptima Coalición en el alto Rin.

#### Dentro del Ejército de la Confederación Germánica

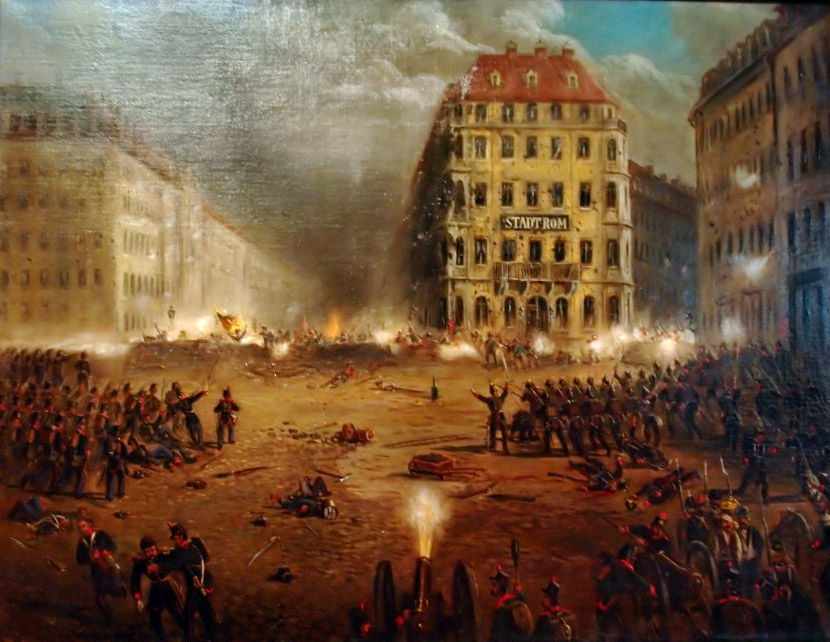
Ataque a las barricadas de Dresde en 1849.

En las Fuerzas armadas de la Confederación alemana Sajonia proporcionó el cuarto contingente más grande, después de Austria, Prusia y Baviera. Las tropas sajonas, junto con las de Hesse-Kassel y Nassau, formaron el mixto IX Cuerpo de ejército.
Cuando comenzó la guerra austro-prusiana en 1866, Sajonia apoyó a Austria y movilizó a su ejército de 32.000 efectivos alrededor de Dresde bajo el mando del Príncipe Alberto. Después de la declaración de guerra, el ejército prusiano cruzó la frontera el 16 de julio de 1866 cerca de  Strehla y Löbau. Sajonia solicitó sin éxito el apoyo del ejército de la Confederación y el de Austria, pero el ejército sajón se vio obligado a retirarse debido a la situación militar en Bohemia y se produjo una unión con los austríacos. El ejército sajón tomó una parte prominente en las batallas por las cuales los prusianos forzaron la línea del  Jizera y vencieron en la Batalla de Jičín. El príncipe heredero, sin embargo, logró efectuar la retirada en buen orden, y con sus tropas tomó parte en la decisiva Batalla de Königgrätz (3 de julio de 1866) donde los sajones ocuparon el extremo izquierdo de la posición austriaca. Los sajones mantuvieron su puesto con gran tenacidad, pero estuvieron involucrados en la desastrosa derrota de sus aliados.

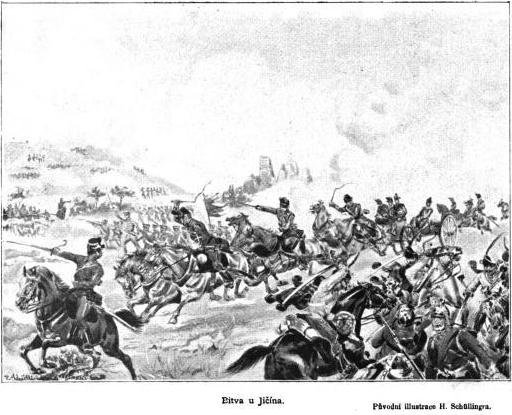
Batalla de Gitschin 1866

#### Ejército de la Confederación alemana del norte

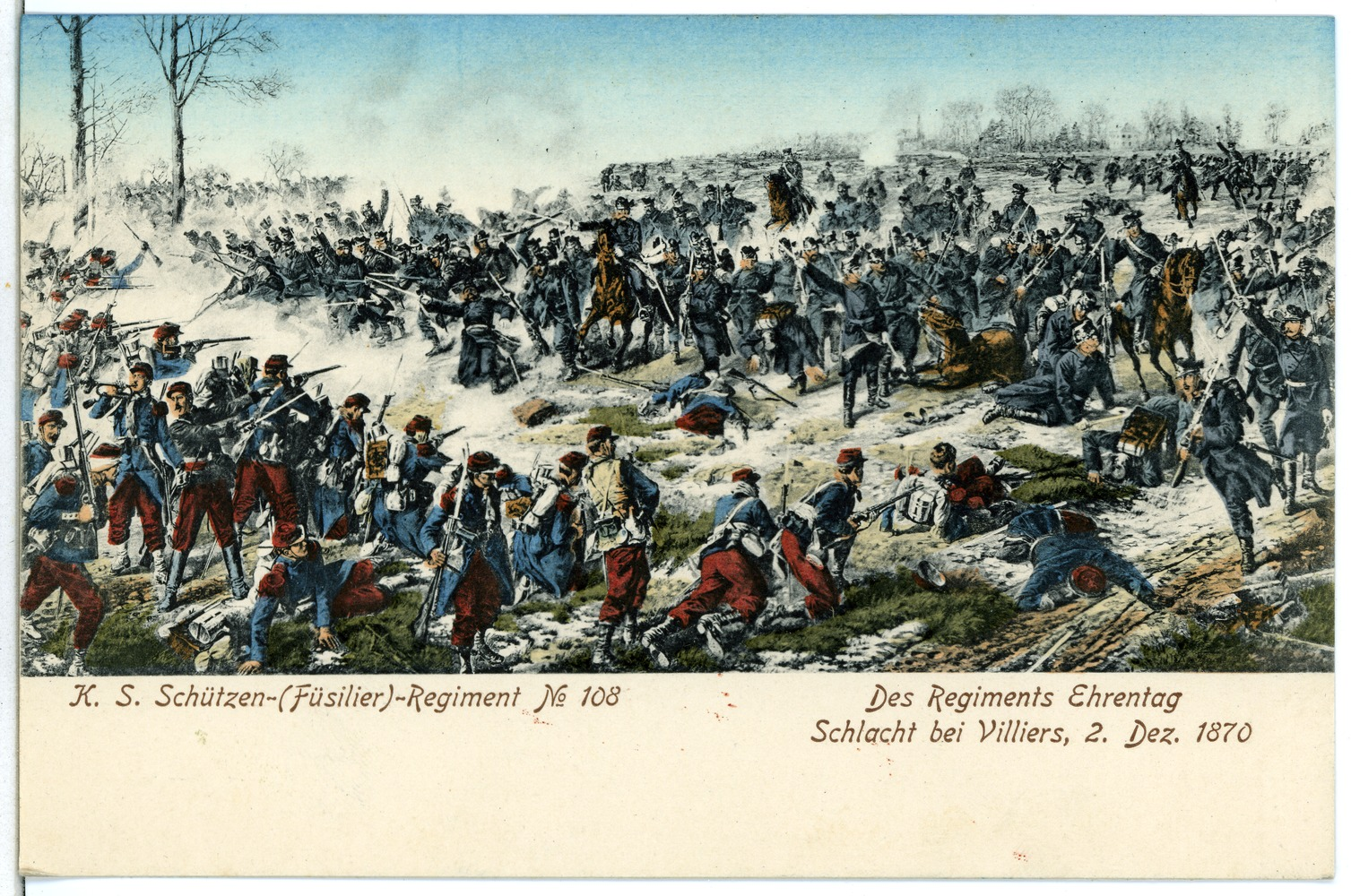
Batalla de Villiers 1870

Después de la paz, Sajonia fue forzada a unirse a la Confederación alemana del norte. De acuerdo con la Convención Militar del 7 de febrero de 1867, su ejército formó el XII Cuerpo, que fue puesto bajo el mando prusiano. Sajonia tuvo que entregar la Fortaleza Königstein a Prusia. El Reino de Sajonia participó en la guerra franco-prusiana de 1870 al lado de Prusia.
Al estallar la guerra, el Príncipe Alberto volvió a comandar a los sajones, que fueron incluidos en el 2. ° ejército bajo el mando del príncipe Federico Carlos de Prusia, su antiguo adversario. En la Batalla de Gravelotte,  formaron la extrema izquierda del ejército alemán, y con la Guardia Prusiana llevaron a cabo el ataque a St Privat, la acción final y decisiva en la batalla. En la reorganización del ejército que acompañó la marcha hacia París, el Príncipe heredero ganó un mando separado sobre el cuarto ejército (ejército del Meuse) que consistía en los sajones, el cuerpo de la Guardia prusiana y el IV cuerpo (de la Sajonia Prusiana). Alberto fue sucedido al mando del XII cuerpo por su hermano el Príncipe Jorge.
Alberto y los sajones tomaron una parte principal en las operaciones que precedieron a la batalla de Sedan , siendo el cuarto ejército el pivote sobre el cual todo el ejército giró en búsqueda de Mac-Mahon; y las acciones de Buzancy y Beaumont del 29 y 30 de agosto de 1870 se libraron bajo su dirección; en la Batalla de Sedan (1 de septiembre de 1870), con las tropas bajo sus órdenes, Alberto llevó a cabo el envolvimiento de los franceses en el este y el norte.
La conducta de Alberto en estos enfrentamientos le ganó la total confianza del ejército, y durante el Asedio de París sus tropas formaron la sección noreste de la fuerza inversora. Después de la conclusión del Tratado de Fráncfort (1871),  se le dejó al mando del ejército alemán de ocupación, cargo que ocupó hasta la caída de la Comuna de París. Al concluir la paz, fue nombrado inspector general del ejército y mariscal de campo.
Sajonia también se benefició financieramente de la campaña: gracias a su parte de las reparaciones francesas se debió en parte la construcción del Albertstadt , un moderno complejo de barracas en Dresde, que contiene el Museo de Historia Militar Bundeswehr y la Escuela de Entrenamiento de Oficiales del Ejército.

#### Ejército del Imperio alemán
Después de la fundación del Imperio alemán el 18 de enero de 1871, el Reino de Sajonia mantuvo la autonomía limitada en asuntos militares que tenía bajo la Convención de 1867. Mantuvo, a pesar de ciertas disputas jurisdiccionales en el período de la posguerra, un Ministerio de Guerra separado, estado mayor y academia militar. El ejército sajón continuó dentro del ejército alemán como  el XII cuerpo (1.º cuerpo real sajón), establecido en Dresde. El Cuerpo consistía en la 1.º  y 2.ª División. En 1889, el Cuerpo sajón levantó una 3.ª División, y en 1899 una 4.ª División. En 1899, la creación de las dos divisiones nuevas causó una reorganización del ejército sajón en dos cuerpos de ejército, el existente XII, establecido en Dresde, y el nuevo XIX cuerpo (2.º cuerpo real sajón) establecido en Leipzig. Las tropas sajonas también proporcionaron una parte de las fuerzas de ocupación en Alsacia-Lorena (XV Cuerpo).

#### Primera Guerra Mundial
Cuando comenzó la Primera Guerra Mundial, los dos Cuerpos de Ejército de Sajonia y el XII Cuerpo de Reserva, se movilizaron como parte del 3.º Ejército bajo el mando del antiguo Ministro de Guerra sajón, el Generaloberst Max von Hausen. El 3.º Ejército luchó en la batalla de las Fronteras, principalmente en las batallas de Dinant y Charleroi. Después del retiro del Segundo Ejército después de la Primera Batalla del Marne, Hausen vio su propio flanco expuesto y ordenó una retirada. Después de la estabilización del frente en el río Aisne, el 9 de septiembre de 1914, Hausen fue relevado del mando debido a una enfermedad y reemplazado por el General Karl von Einem.
Las tropas sajonas fueron utilizadas principalmente en el frente occidental. A medida que avanzaba la guerra, a través de las sustituciones necesarias, las unidades se mezclaron cada vez más con tropas de otros estados alemanes. Durante la guerra, Sajonia movilizó un total de aproximadamente 750.000 soldados, de los cuales alrededor de 229.000 no regresaron.

## Imágenes

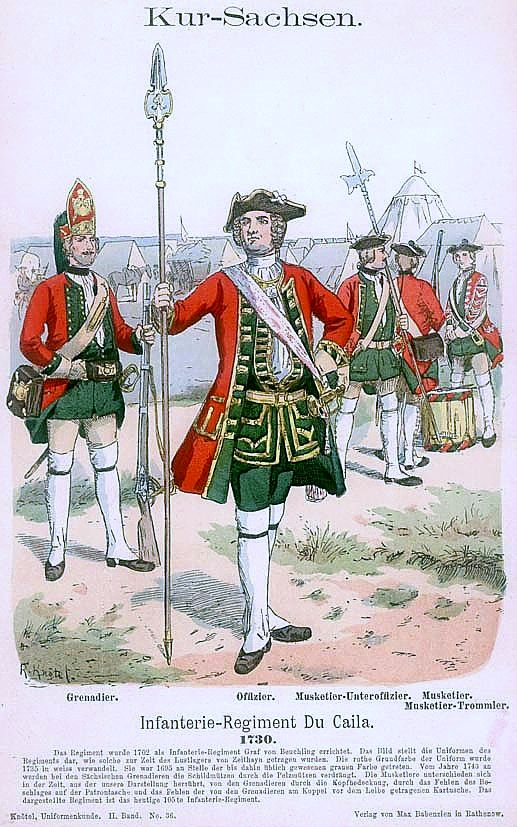
Infantería 1730
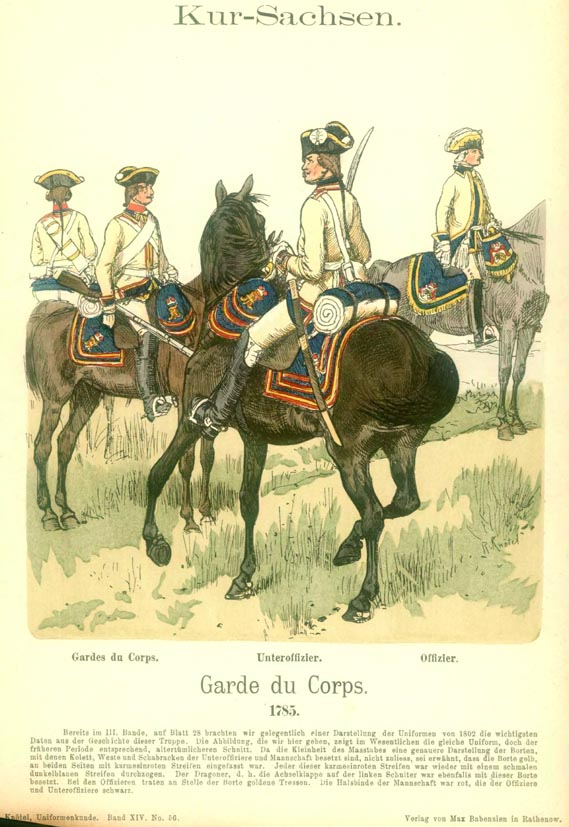
Garde du Corps 1785
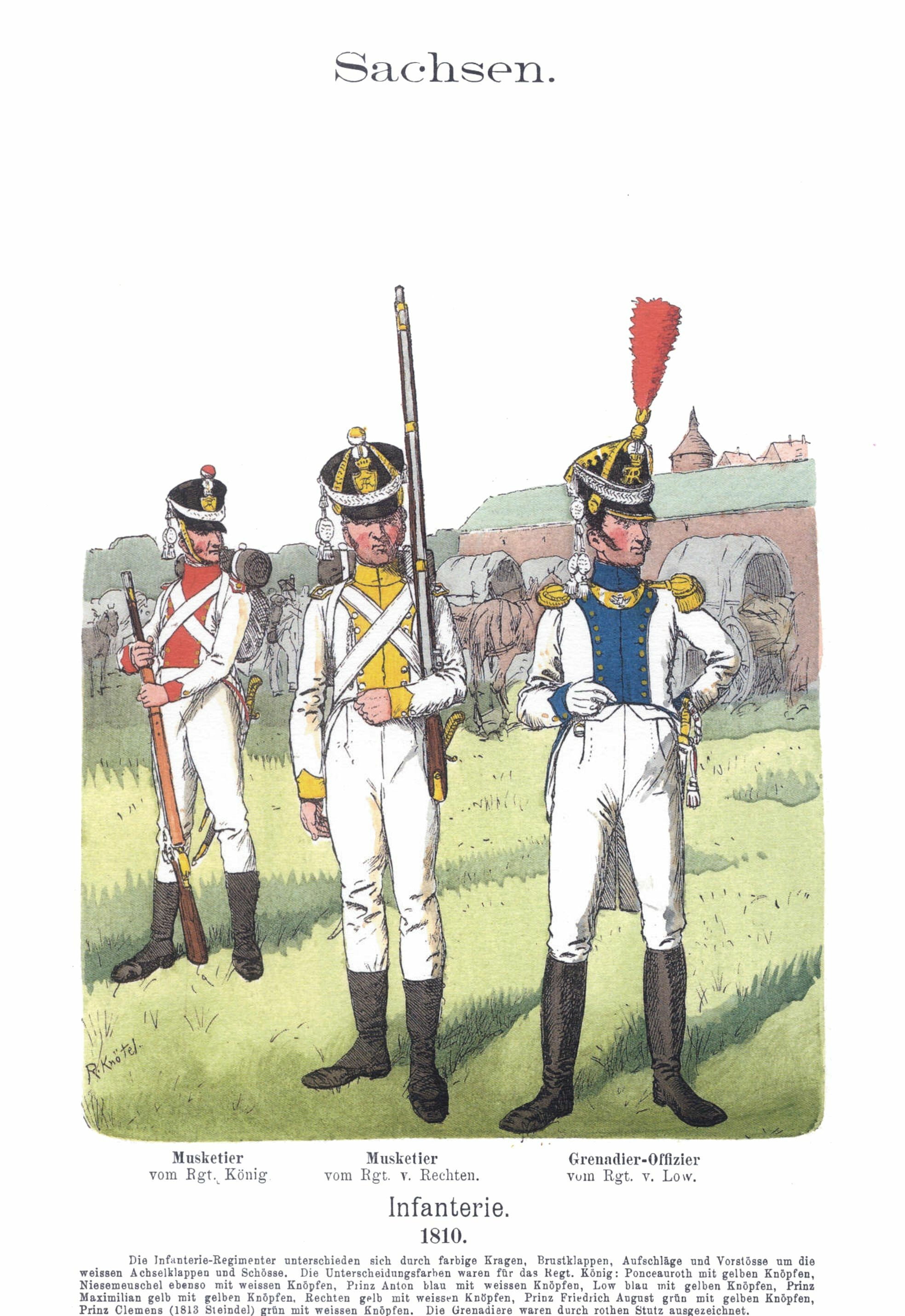
Infantería 1810
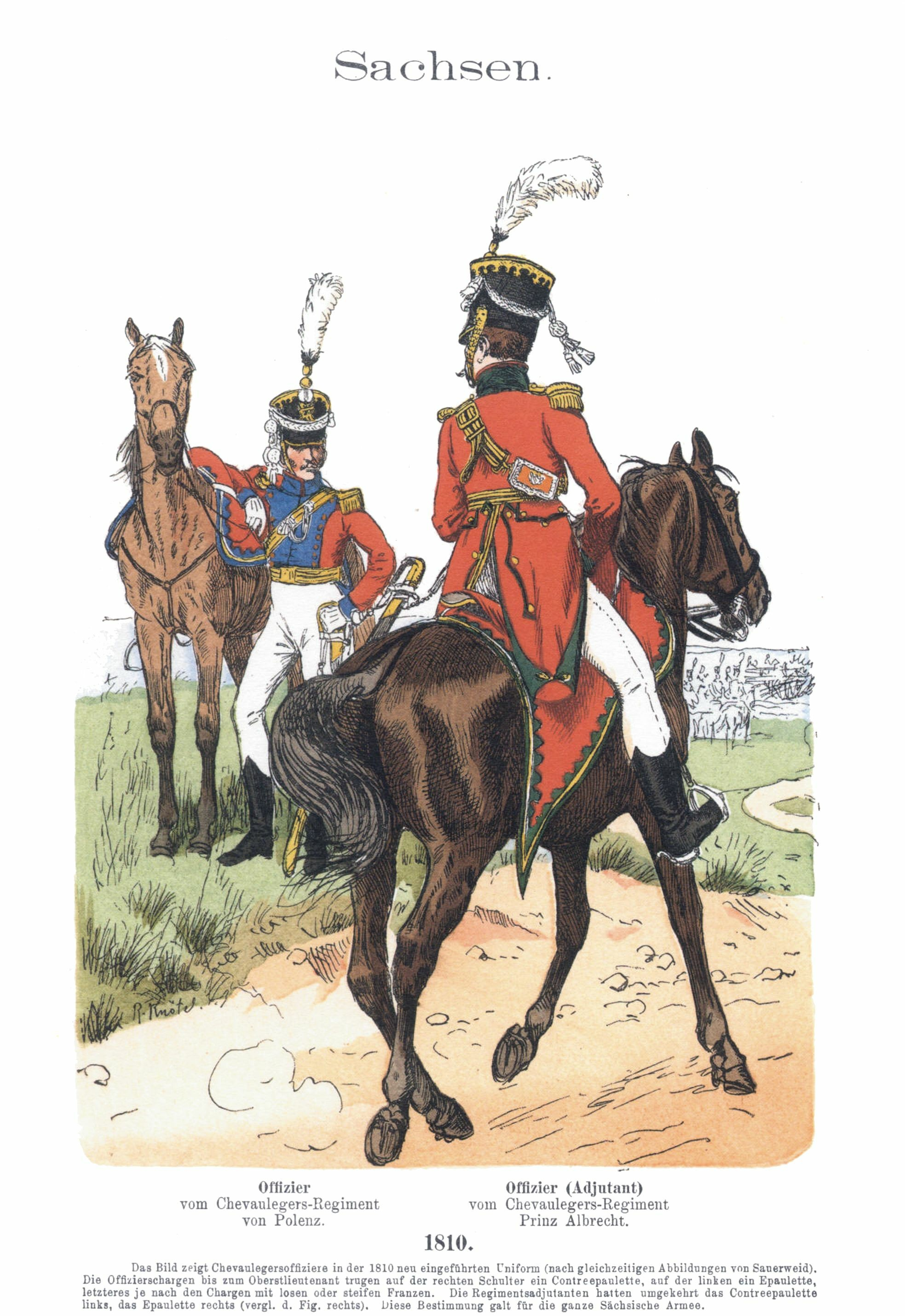
Oficiales 1810
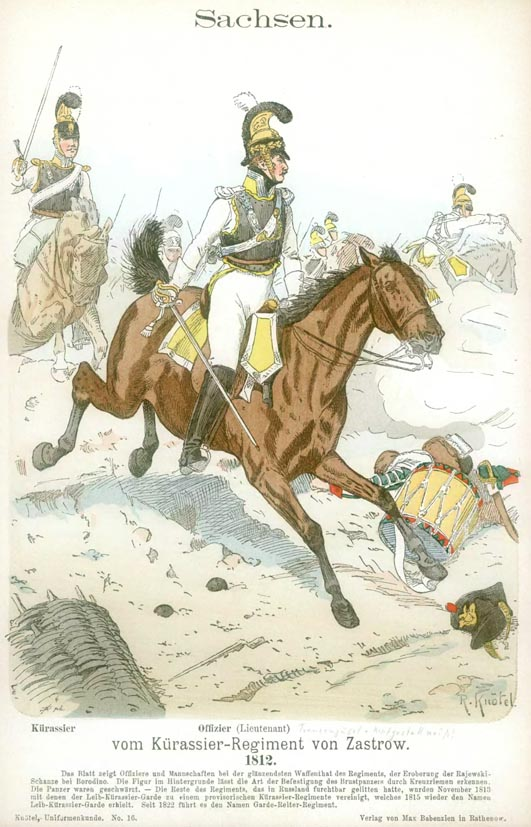
Coraceros 1812
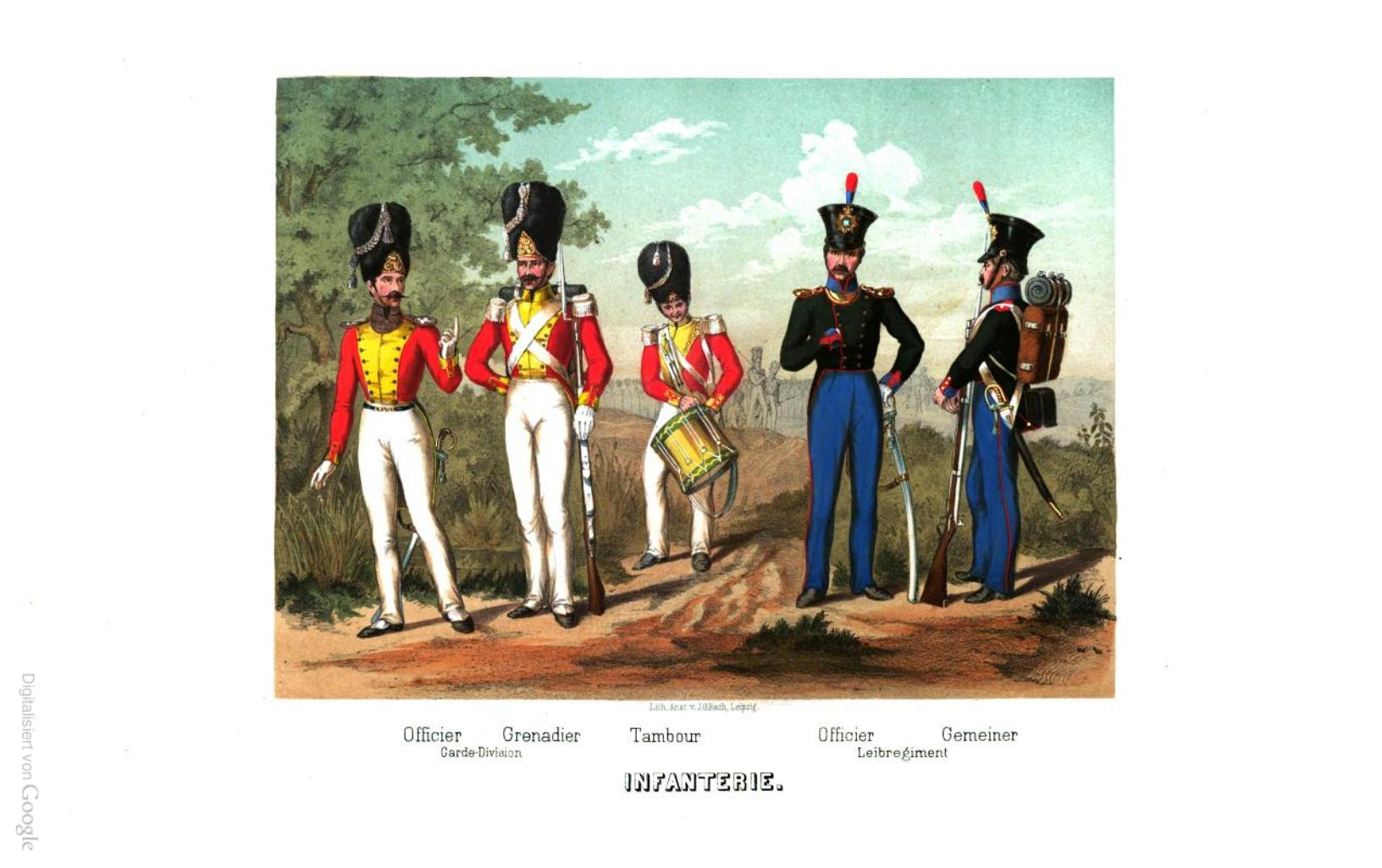
Infantería 1832
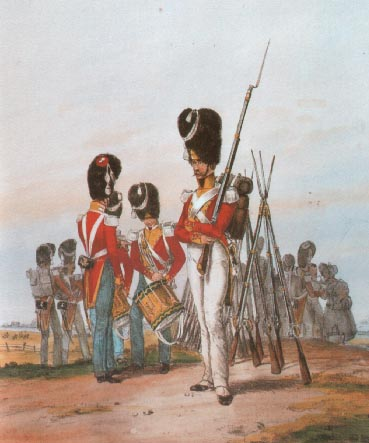
Infantería de la Guardia 1835
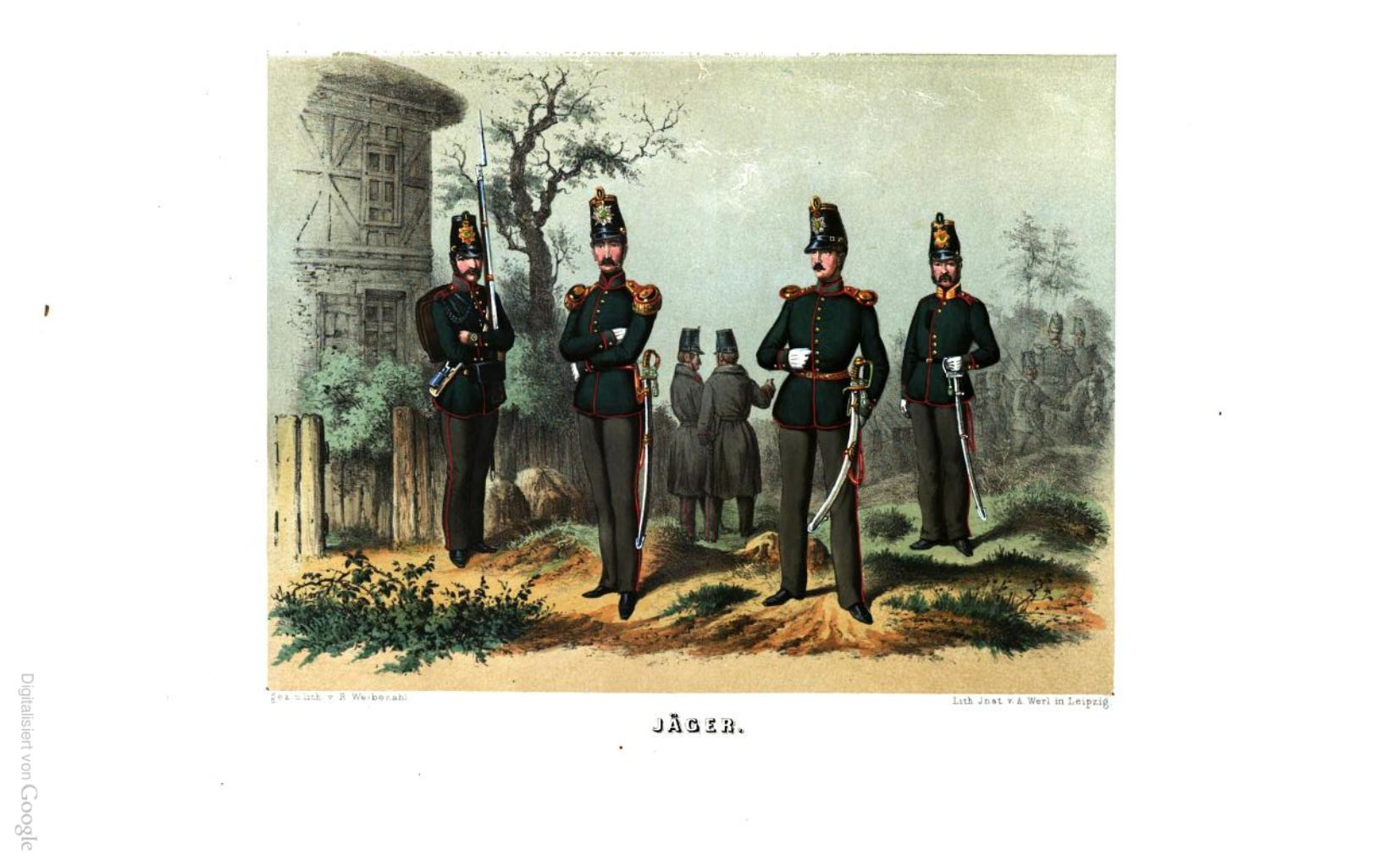
Cazadores 1859
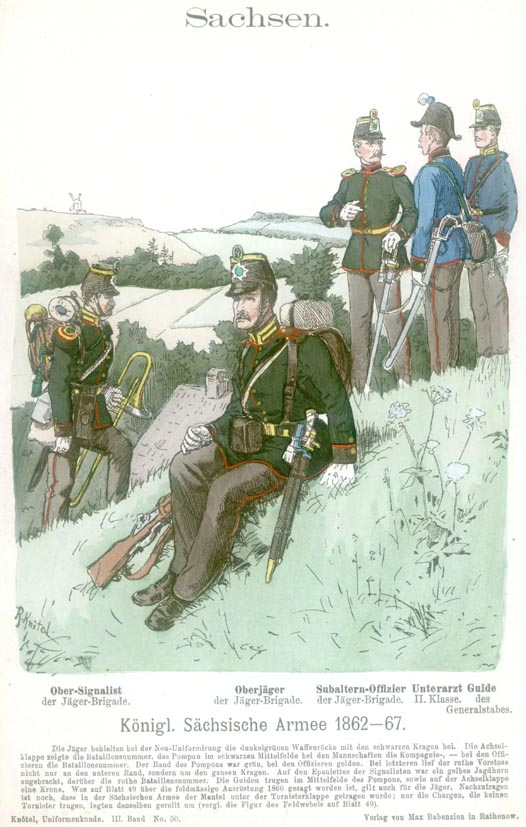
Uniformes 1862-1867
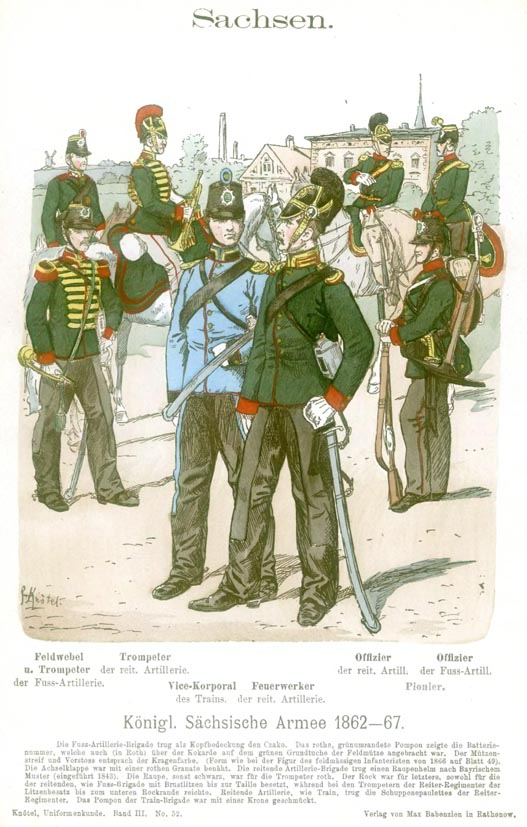
Uniformes 1862-1867
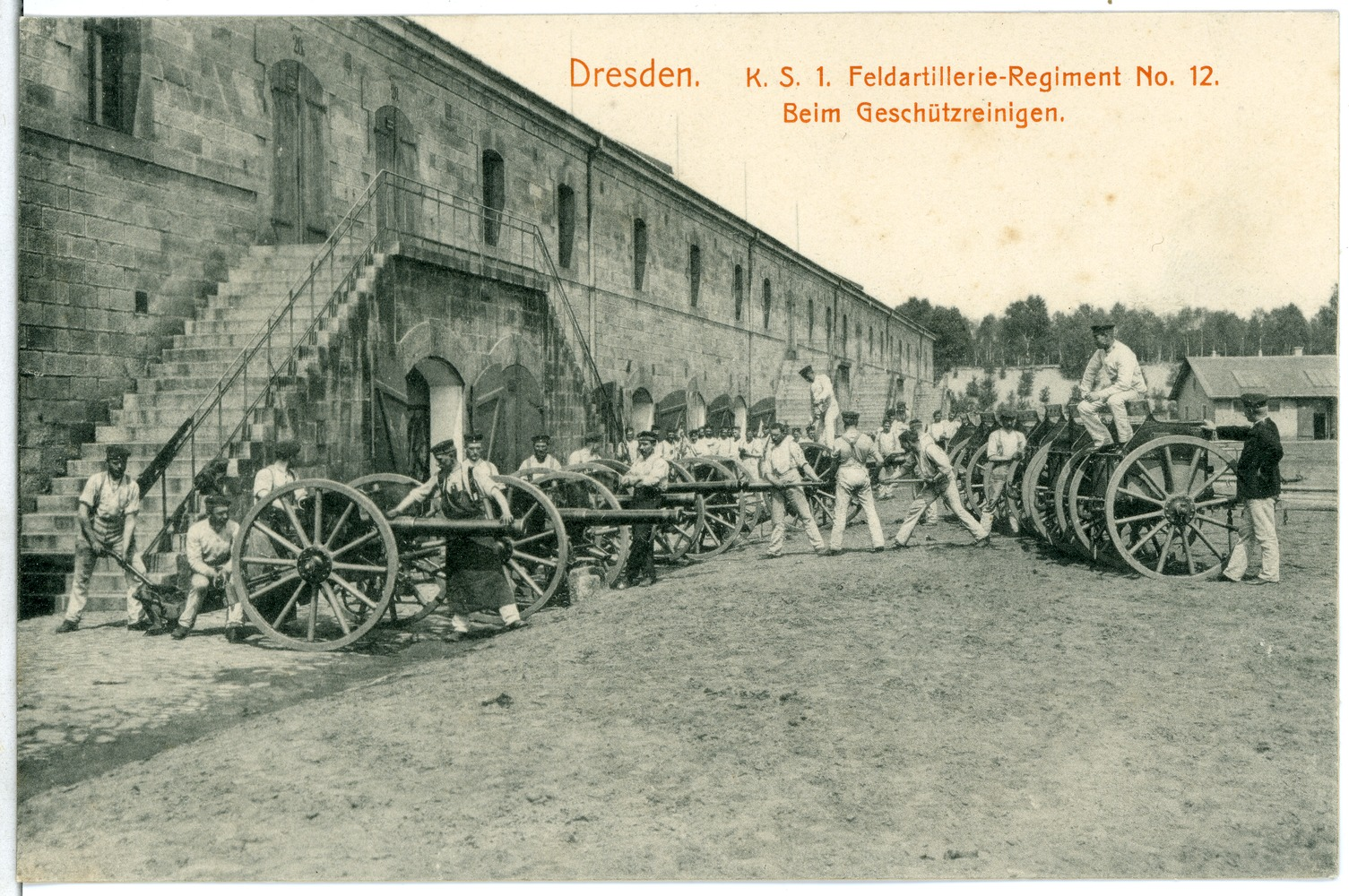
Artillería 1901
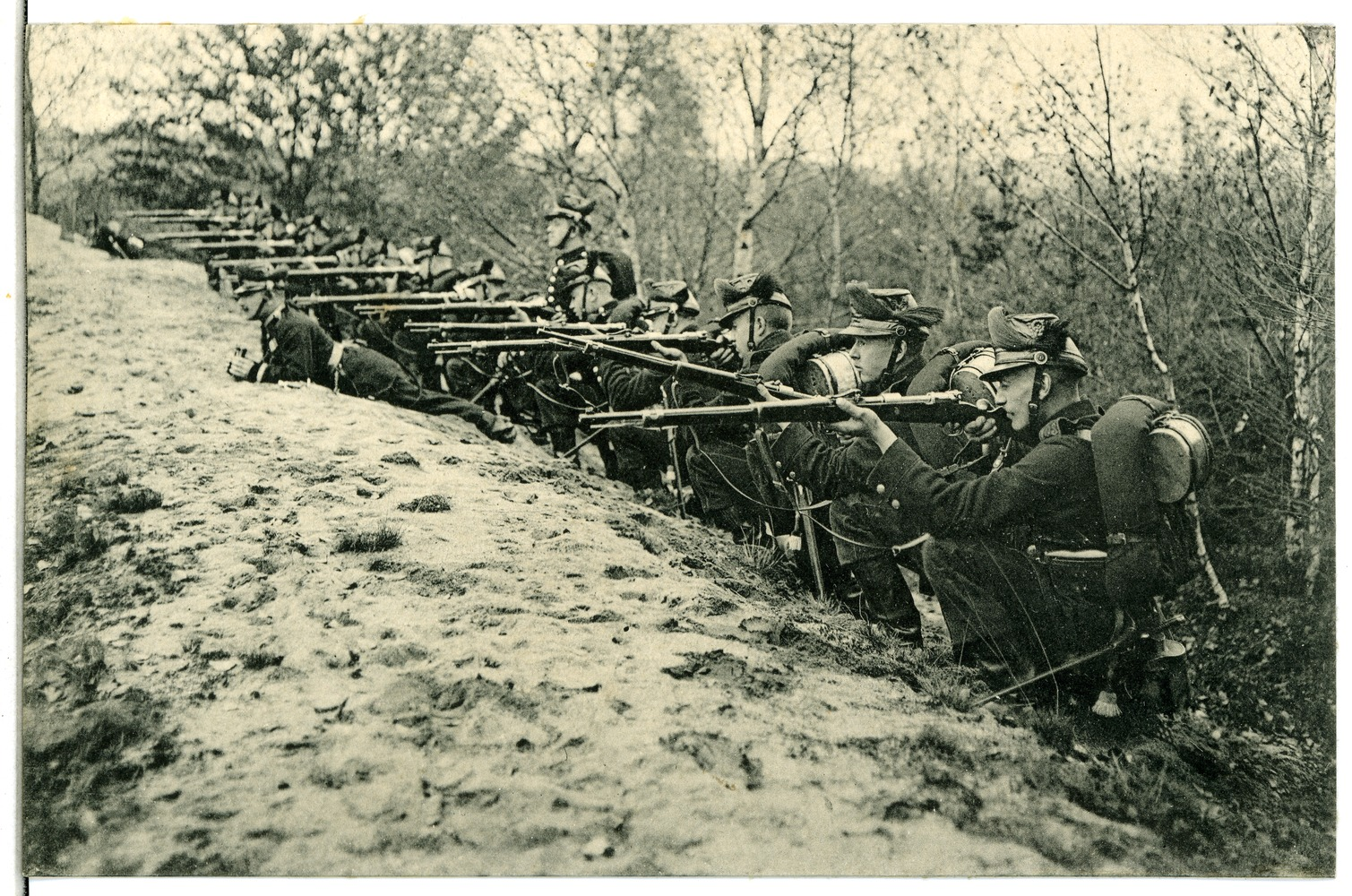
Regimiento de tiradores 1906
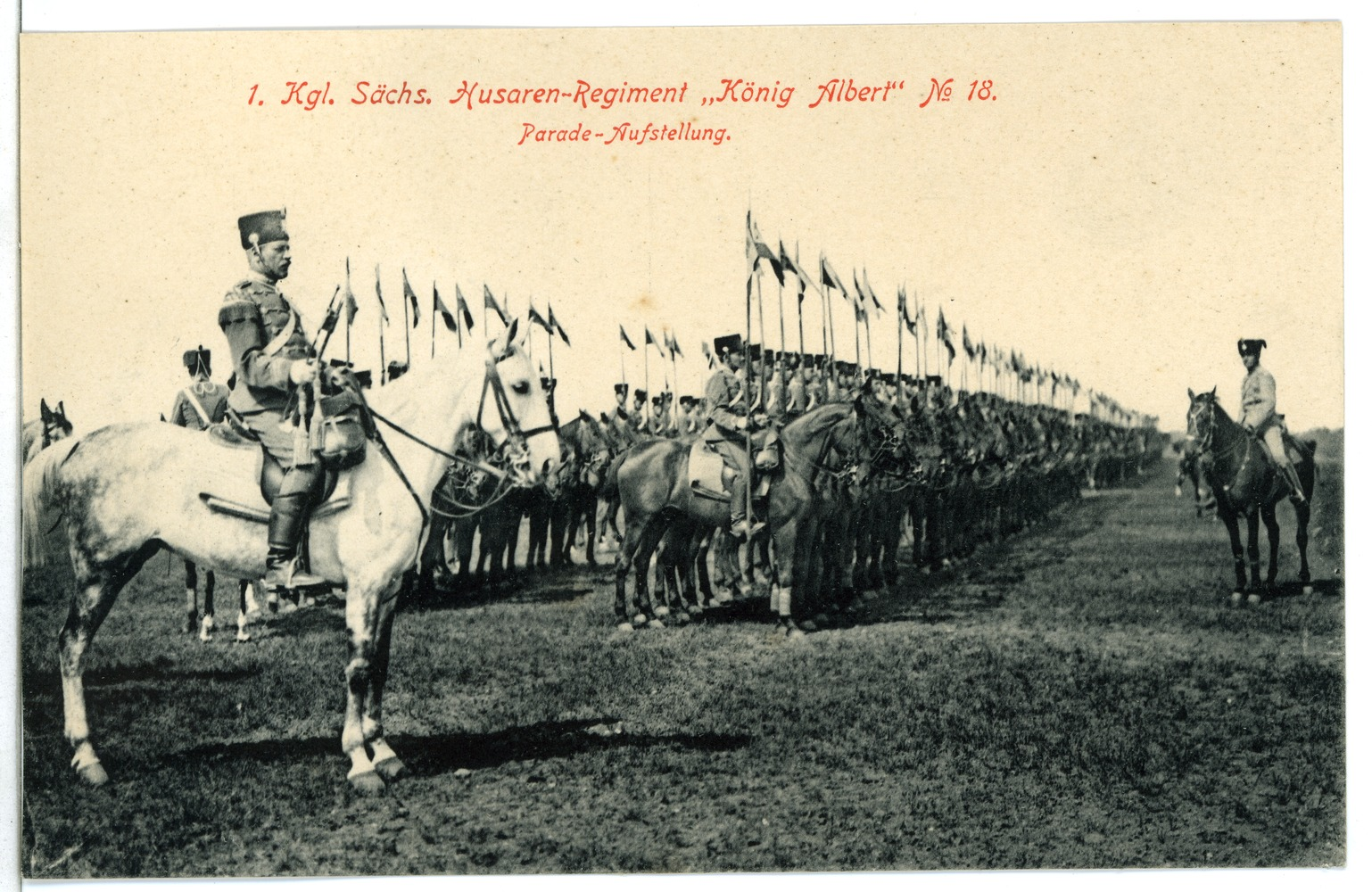
Husares 1907
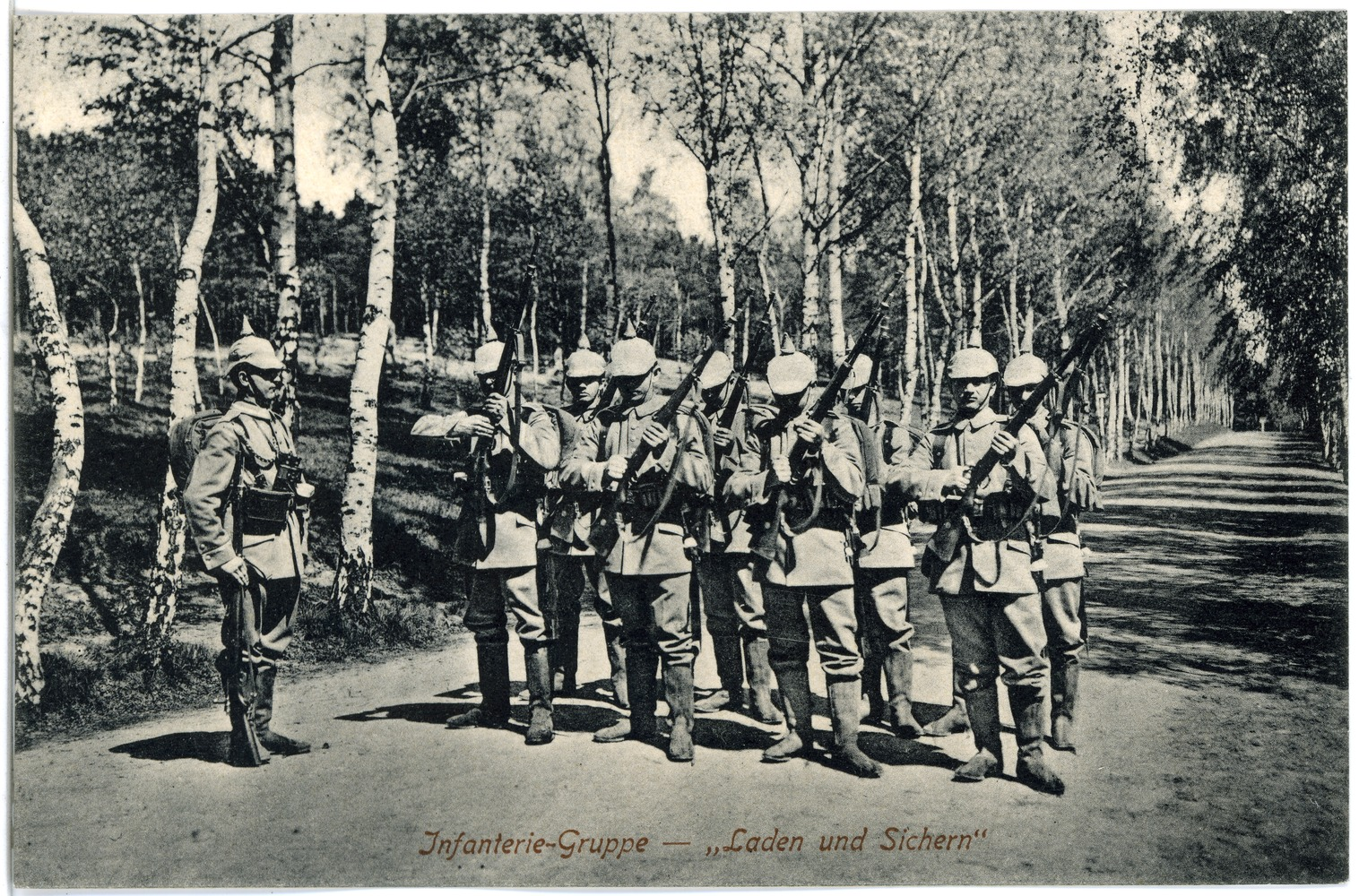
Infantería 1914